# Thomas Thorstensen
Thomas Thorstensen (Stavanger, 15 mei 1880 - 18 juni 1953) was een Noors turner.
Thorstensen was onderdeel van de Noorse ploeg die de zilveren medaille won in de landenwedstrijd tijdens de Olympische Zomerspelen 1908.
Vier jaar later won Thorstensen samen met zijn broer Gabriel tijdens de Olympische Zomerspelen 1912 de gouden medaille in de landenwedstrijd vrij systeem.

## Olympische Zomerspelen
| Jaar | Plaats    | Resultaten                   |
| ---- | --------- | ---------------------------- |
| 1908 | Londen    | landenwedstrijd              |
| 1912 | Stockholm | landenwedstrijd vrij systeem |